# 曾习经

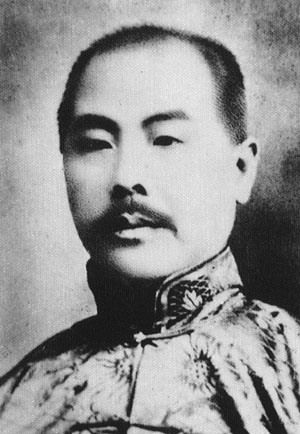
曾习经

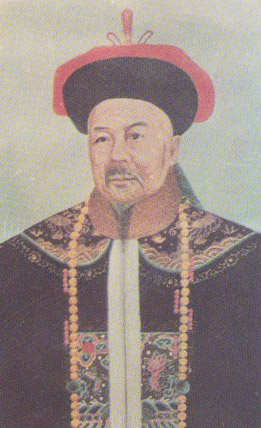
曾習經官服圖

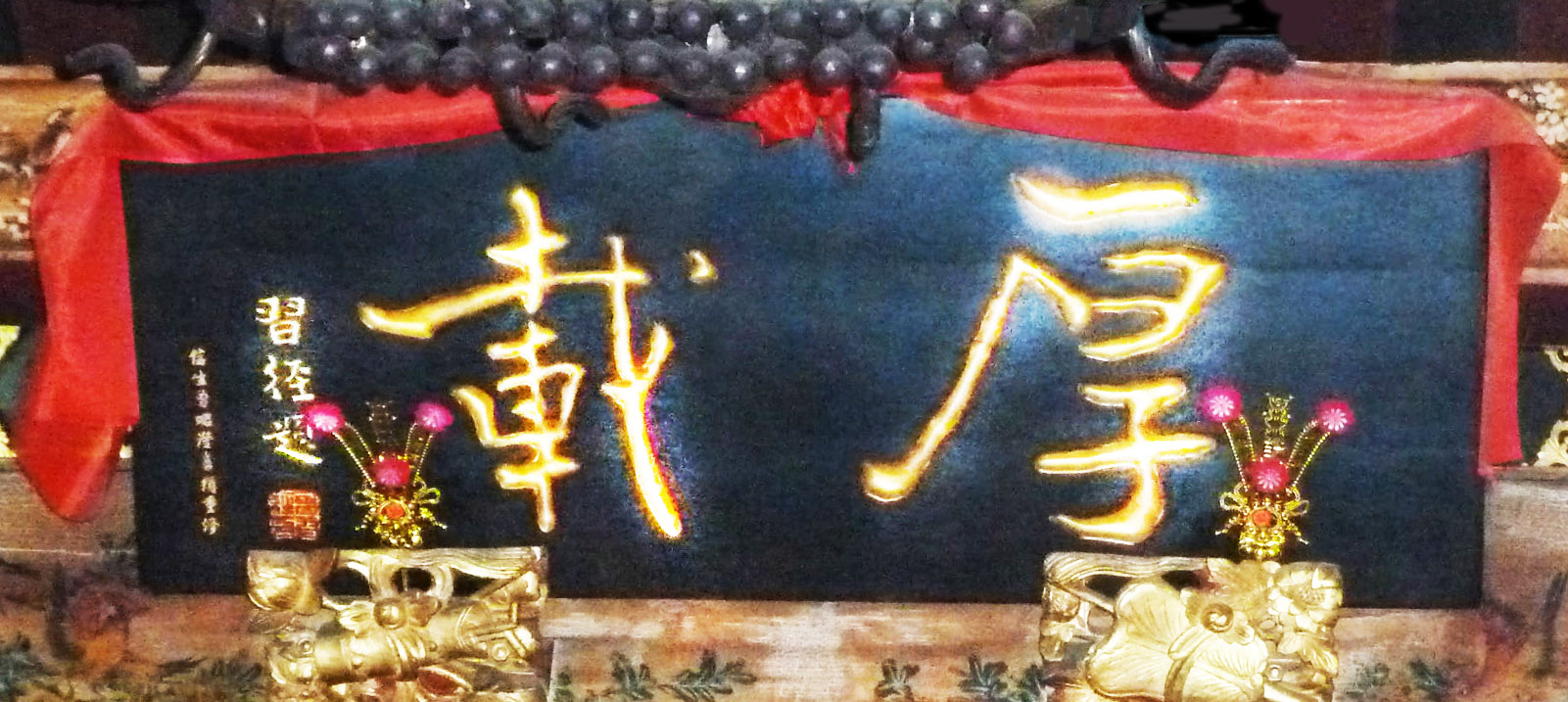
曾習經書法：厚載

曾习经（1867年6月19日，清同治六年舊曆五月十八日 - 1926年10月24日，民國十五年舊曆九月十八日），字刚甫，一作剛父，自号蛰庵居士，广东揭阳棉湖镇（今属揭西县）人。揭陽最後一位進士，為官二十年(1892-1912)，官至度支部右丞（正三品），清代財政官員、诗詞人、書家、校勘與版本研究家。
梁启超譽“嗚乎，此揭陽曾剛甫右丞，有清易代之際第一完人。”

## 家族
曾初春先祖於明末定居於揭陽棉湖，是為曾氏遷棉湖始祖。從五世祖曾雄世到九世祖曾宗唯都被贈從六品儒林郎，十世祖曾聲高本為監生，咸豐六年土寇許亞梅欲侵棉湖，縣營援兵未至，縣內無糧無食，人心惶惶，聲高先祖集壯丁平賊，由監生保六品職，十一世祖曾中孚以武夫得從藍翎把總，八品官，追贈資政大夫。夫人李氏主持家政，保持樂善好施、濟人以困的家風，贈一品夫人。 
曾中孚育四子：長子曾述經，舉人；次子曾畲經，當地儒醫；三子曾習經，進士；四子曾秉經，秀才。 
曾述經16歲中秀才，在家設帳授徒，弟弟習經也隨之受學 ，1888年，廣州廣雅書院建成，兄弟同被選中，受業於梁鼎芬先生，深受賞識，梁啟超為同門，結為莫逆至交，1889年，光緒15年，光緒完婚及親政，舉行己丑恩科鄉試，兄弟雙中舉人，按滿清律例，若某縣一甲子未出科名，將被廢為草縣，剝除人民若干權益，兄弟同科中舉誠為美事，亦解除了揭邑被廢危機。
曾述經曾任福建上杭、莆田兩縣知事，政績昭著，有曾青天美譽。1911年(宣統三年)以母親老邁需奉養，辭直棣州知州任歸家，後任揭陽榕江書院山長。

## 二十年仕途
1890年（光緒16年）中式貢士，因病未參加殿試。1892年（光緒18年，壬辰）曾習經26歲，中進士，翁同龢為其中一位閱卷官，試卷保留於公家博物館，授戶部主事（正六品），揭陽舊居未因高中而大興土木，只稍事修葺，請同年進士山東田智枚書〝 進士第〞 匾額，親自書撰一副門聯： 
〝 帝闕龍綸綿世澤，臣家鳧藻詠恩波〞。現今保留於棉湖〝 進士第〞。
同年孫中山先生畢業于香港西醫書院。
光緒27年（1901年），封爵中憲大夫（正四品） ，
光緒32年，1905年1月26日至1906年5月，一年四個月（中華印刷通史，近代篇），被派往日本考察紙幣印刷事，以改善當時使用的鈔票質量差、易造假的缺點。光緒33年，清王朝批准度支部奏議，決定成立度支部印刷局，採用國外先進技術設備。1906年9月，戶部、財政處合併為度支部，曾習經升任度支部左參議，正四品。晉右丞、兼稅務處提調、清理財政處提調、 印刷局總辦、憲政編查館學部諮議官。
1905年7月，中國同盟會於日本東京成立，推舉孫中山為總理。
1905年月8月，清政府決定次年起廢除科舉。
與葉恭綽友好，葉恭綽“蟄庵詩存序”：「孑身無僕從，臥榻上不能起，室中寂若僧寮。剛甫每日斜下值，則來館中，冠四品冠，衣袍褂，躞蹀廚下，為余烹藥，情境宛在心目」。
1907年(光緒33年)，刑部改為法部，下設修訂法律館被特簡兼任法律館協修，未幾，又授大清銀行正監督（正三品）是年41歲。
光緒曾兩度接見，肯定/嘉許對國家貢獻。1908年冬，光緒、慈禧卒，溥儀繼位，翌年改元宣統。 
梁啟超“蟄庵詩存序”：「當其盛年，鞅掌支度，起曹部，迄卿貳，歷二紀餘，綜理密微，一部之事皆取辦。蓋在清之季，諳悉食貨掌故，能究極其利病症結者，捨剛父無第二人。」
1911年，宣統三年，年45，升任度支部右丞，正三品，佐理財政上一切重要事宜。同年12月24日，曾習經以病辭官去職。翌日，宣統帝下詔退位。
曾靖聖：「度支部右丞 曾府府君行狀」“...或詰之，則曰：吾行吾心所安而已。”
梁啟超“蟄庵詩存序”：“及清鼎潛移，則於遜位昭書未下之前一日，毅然致其任而去。蓋稍一濡滯，忽已處於致無可致之地。燭先機以自潔，如彼其名決也。
溫丹銘「廣東通志稿.曾習經傳」：「清鼎潛移，遜位昭書未下前一日，毅然致仕去。」

## 辭官後、辭世前
1913年（民國二年）47歲，自號“蟄庵居士”，以多年積俸5,000元，在北京附近河寧縣楊漕，躬耕隴畝，過著田園隱居生活。
梁啟超蟄庵詩存序：“剛付之在官也，俸入外既一介不取，且常以所儉蓄者周恤姻族，急朋友之難，故去官則無復餘財自活，剛父泊然安之。”
1915年間，袁世凱政府，屢擬請曾習經出任財政部長、廣東省省長，曾習經堅辭不就。
姚梓芳「曾右丞傳」：“…思羅剛甫自重，剛甫不惡而嚴，巽詞自免，而凜然示之以不可辱，大義炳然，可訊萬世…”
1919年底，長兄述經六十一歲去世，習經揪心欲絕從楊漕日夜兼程返揭陽，親撰墓誌銘，“撫我則兄，誨我則師”，述經安葬於揭陽棉老家。1919年底，師長梁鼎芬去世，1921年秋暮，母親李老夫人辭世，封贈二品夫人。田智牧同年卒。1922年八月，四弟秉經謝世，1924年9月摯友羅癭公去世，謝世前把自己的詩作交給習經請代為刪定。這一連串打擊，習經南北奔波，身心俱創，嚴重影響他的健康。
習經廉潔自持，晚年生活越見拮据，得變賣“湖樓”藏書。辭世後，傳有不肖親戚將“湖樓”部份藏書貶價售予琉璃廠翰文齋。其餘藏書，一說於抗戰年間為避戰火，曾家後人裝成兩木船載離。
1926年夏5月18日好友為習經賀六十壽辰，痼疾折磨已久，可能自知來日無多，把一生心血自選書詩稿交給梁啟超、葉恭綽請代為刪定、刊印。8月，康有為來京探視，“輓曾剛甫哀詞...剛甫清高苦節,佳人難再...”

## 辭世
1926年10月24日，於北京宣南丞相胡同潮州會館疽癰辭世，享壽六十。梁啟超、葉恭綽等摯友為埋骨于北京平郊，27年後，北京市政建設，移墓至西山葉恭綽別墅，與早兩年去世的詩友羅癭公相伴長眠。1956年秋，曾習經墓地因公家用地需他遷，被遷往何處不可考。
曾習經甫中秀才，結縭陳氏，未納妾。陳氏被封二品夫人。

## 文學成就
自稱：吾身所學，詞第一，詩次之，畫又次之。 
習經創作可略分三階段：少負詩才，壯曆憂患，自幼受儒家教育，敦樸含蓄；中年之後，歷經國家巨變，目睹國是日非，憂心如焚，撫時憂國，變為哀婉悱惻；蟄居楊漕後，禮佛參禪，一生心事歸平淡。 
署居所為秋翠齋、湖樓。
曾習經一生好讀書、藏書。在藏書、校書、辨書、著書等方面均有成就，他收藏秘本甚多，萬曆本《太函集》20冊、《疹樵子》1冊、《文甲集》1冊、《倘湖樵書》12冊、《南華今夢》1冊、成化《張曲江集》等，多為海內孤本，世上僅存珍品。編撰有《揭陽曾氏湖樓藏書目》，對曾習經，除了朝廷事務，就只有買書、讀書與校書。
曾習經在校勘與版本研究上的成就被公認大於同時的藏書家。
　　
學界亦承認曾習經對版本學的研究卓有成就，明刻本《王右丞集》《敬孚類稿》《揭陽縣續志》等幾十部都為學林所重，著墨不多，但鑒書喻理與世事人情相容兼得。
去世半年,〝蟄庵詩 〞刊印，梁啟超、葉恭綽作序，高度評價曾習經的人品與詩才。〝蟄庵詩 〞詩作210題359首，最早為中貢士後作，最後作於1926年，因為嚴謹下筆，遺傳的作品算少。
汪國垣（辟疆）（1874~1964)，中國古典文獻學名家，近代詩史專家，譽梁鼎芬、曾習經、黃晦聞為粵東三家。 
民國甲午﹙1954年﹚冬日薪夢草堂彙刊排印《嶺南近代四家詩》收集了番禺梁鼎芬、揭陽曾剛甫、順德羅癭公及黃晦聞之詩作。
張魯恂：〝吾粵詩人…清季民初能詩者眾，世人所常稱道者則惟四家。〞
1956年香港韓穗軒將《蟄庵詩》改成鉛印本刊行，易名《曾剛甫詩集》，流傳後世。
國學大師饒宗頤(1917-2018)亦以後學身份為重刊《蟄庵詩存》題跋。另有《曾習經帖》、《南塘一角圖》、《掛瓢圖》等畫。
丘逢甲(1864-1912)廣東詩人、教育家:“四海都之有蟄庵，重開詩史作雄談” 。
李漁叔(1905-1972)精詩書、大學教授，認為其詩“最精警，七絕豐神絕世”。 
狄堡賢(1873-)(平等閣詩話):“讀蟄庵詩如飲醇酒,令人不覺自醉” 。
梁啟超 (1873-1929)“生平于詩不苟作，作必備極錘煉，煉辭之功什二三，煉意之工十八九...所存者則光晶烱烱，驚心動魄，一字而千金也。” 
另有《曾習經帖》、《南塘一角圖》、《掛瓢圖》等畫。
《光軒詩壇點將錄》、《近百年詩壇點將錄》、《中國近代文學大系‧ 詩詞集》 等全國性詩詞家明路都留下曾習經的名 。

## 從事教育工作後代
子：曾靖聖，字敬庵，北京大學法律系畢業。曾任高等法院推事，揭陽縣縣長，揭陽一中校長（前身為曾述經曾任山長之揭陽榕江書院）。媳楊雅，曾任汕頭女中校校長，潮安縣教育科長。
孫：長孫曾世駿、曾世駼。
曾世駿北京大學實用化學系畢業，曾任汕頭市府秘書，虎門海軍司令部秘書。香港培正中學校長秘書。
長孫媳楊錦文任教香港培正中學二十餘年。
長曾孫：曾慶忠，臺灣國防醫學院醫藥系畢業。任職香港理工大學十五年，2010年常務副校長退休。